# تانك أبوت
ديفيد لي «تانك» أبوت (بالإنجليزية: David Lee "Tank" Abbott؛ مواليد 26 أبريل 1965) هو مُقاتل فنون قتالية مختلطة أمريكي.

## وصلات خارجية
- دايفيد أبوت على موقع يو إف سي (الإنجليزية)
- دايفيد أبوت على موقع شيردوغ (الإنجليزية)
- دايفيد أبوت على موقع Tapology.com (الإنجليزية)
- دايفيد أبوت على موقع CageMatch worker (الإنجليزية)
- دايفيد أبوت على موقع قاعدة بيانات المصارعة على الإنترنت (الإنجليزية)
- دايفيد أبوت على موقع عالم المصارعة على الإنترنت (الإنجليزية)
- دايفيد أبوت على موقع عالم المصارعة على الإنترنت (الإنجليزية)
- دايفيد أبوت على موقع IMDb (الإنجليزية)
- دايفيد أبوت على موقع قاعدة بيانات الفيلم (الإنجليزية)